# Ted Eck
Ted Eck (Springfield, Illinois, 14 de julio de 1966) es un exfutbolista y entrenador de fútbol de Estados Unidos que jugó en las posiciones de delantero y centrocampista.

## Carrera

### Club
| Periodo   | Club                        |
| --------- | --------------------------- |
| 1988-1991 | Kansas City Comets          |
| 1989      | Ottawa Intrepid             |
| 1990-1991 | Toronto Blizzard            |
| 1991–1992 | St. Louis Storm             |
| 1992–1993 | Denver Thunder              |
| 1993–1994 | St. Louis Ambush            |
| 1992–1996 | Colorado Foxes              |
| 1995–1996 | Wichita Wings               |
| 1996–2001 | Dallas Burn                 |
| 2000–2001 | → Dallas Sidekicks (cedido) |

### Selección nacional
Debutó con Estados Unidos el 8 de octubre de 1989 en el empate 0-0 ante Guatemala en un partido amistoso y su primer y único gol internacional fue en la derrota por 1-2 ante Alemania Democrática el 28 de julio de 1990.
Integró el combinado estadounidense campeón de la Copa de Oro de la Concacaf 1991.
Su último partido internacional lo jugó el 16 de octubre de 1996 en la derrota por 1-4 ante Perú, partido en el que Estados Unidos se vio forzado a alinear a un equipo luego de la huelga que había por un asunto contractual con la USSF. Jugó 13 partidos con la selección nacional y anotó un gol.
También integró la selección de fútbol sala de los Estados Unidos que fue subcampeona de la Copa Mundial de 1992.

### Entrenador
| Periodo | Club          |
| ------- | ------------- |
| 2009    | Ogden Outlaws |

## Logros

### Selección nacional
- Copa de Oro de la Concacaf (1): 1991

### Individual
- Futbolista del Año de la Summit League en 1987.